# Xantusia henshawi
Xantusia henshawi là một loài thằn lằn trong họ Xantusiidae. Loài này được Stejneger mô tả khoa học đầu tiên năm 1893.